# Omphalotropis tumidula
Omphalotropis tumidula é uma espécie de gastrópode  da família Assimineidae.
É endémica de Micronésia.